# Marcelin Lortic
Pour les articles homonymes, voir Lortic.
Marcellin Lortic (né à Paris le 26 février 1852 où il meurt dans le 6e arrondissement le 2 septembre 1928) est un relieur doreur français.

## Biographie
Marcelin Lortic, est le fils et collaborateur du relieur Pierre-Marcellin Lortic. Il fit partie de l'atelier Lortic Frères avec son frère Paul-Joseph Lortic (d).

## Réalisations

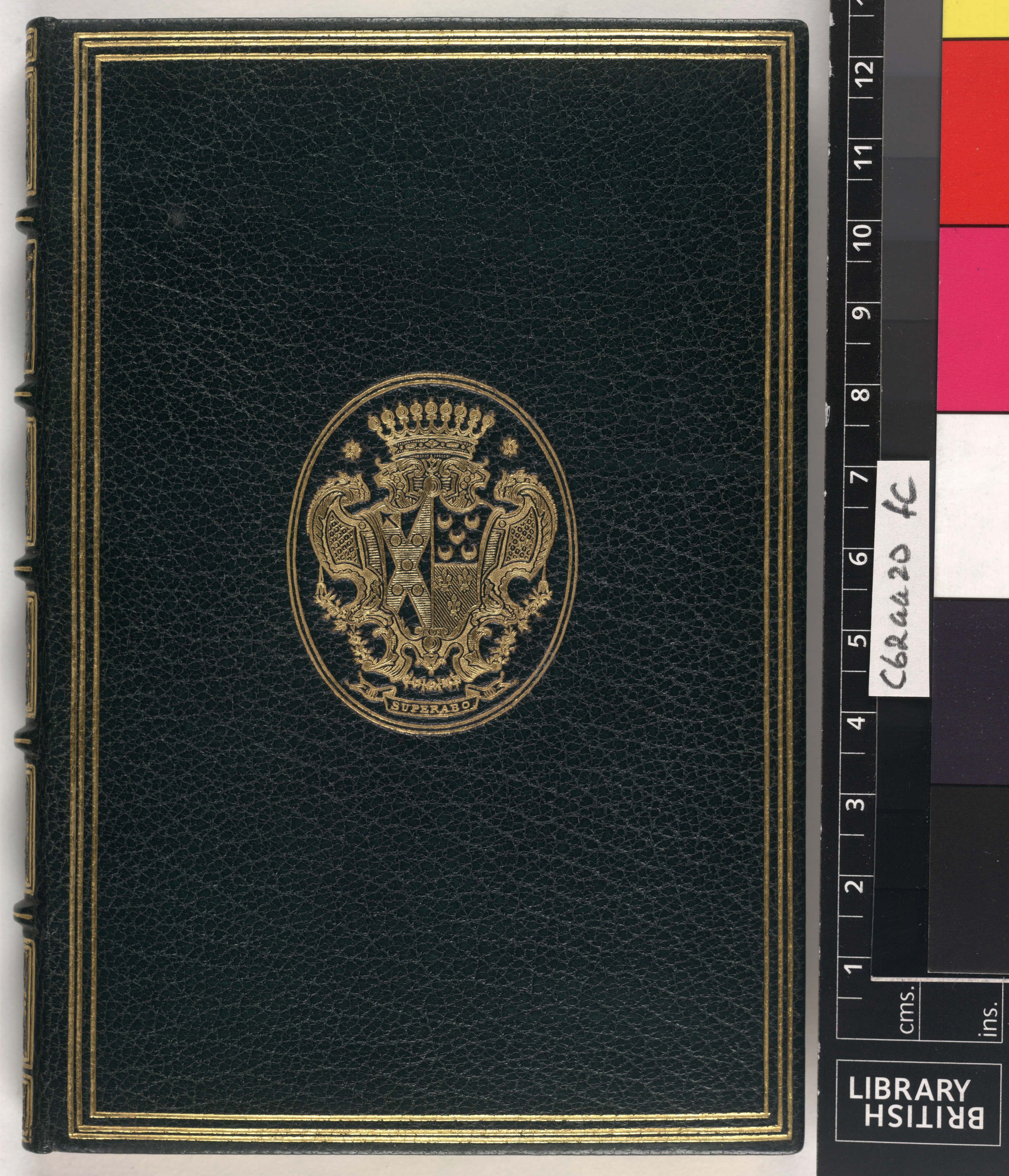
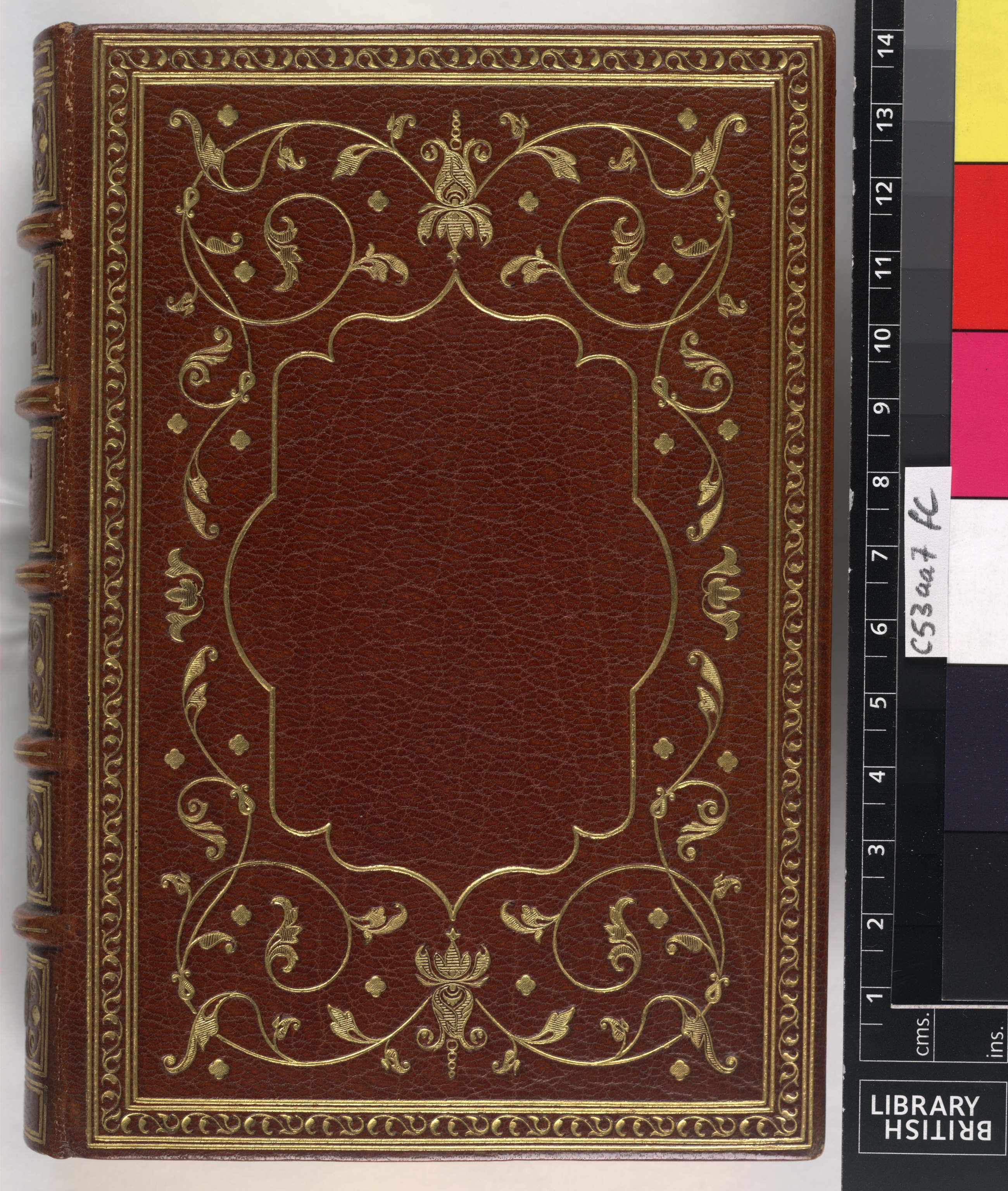
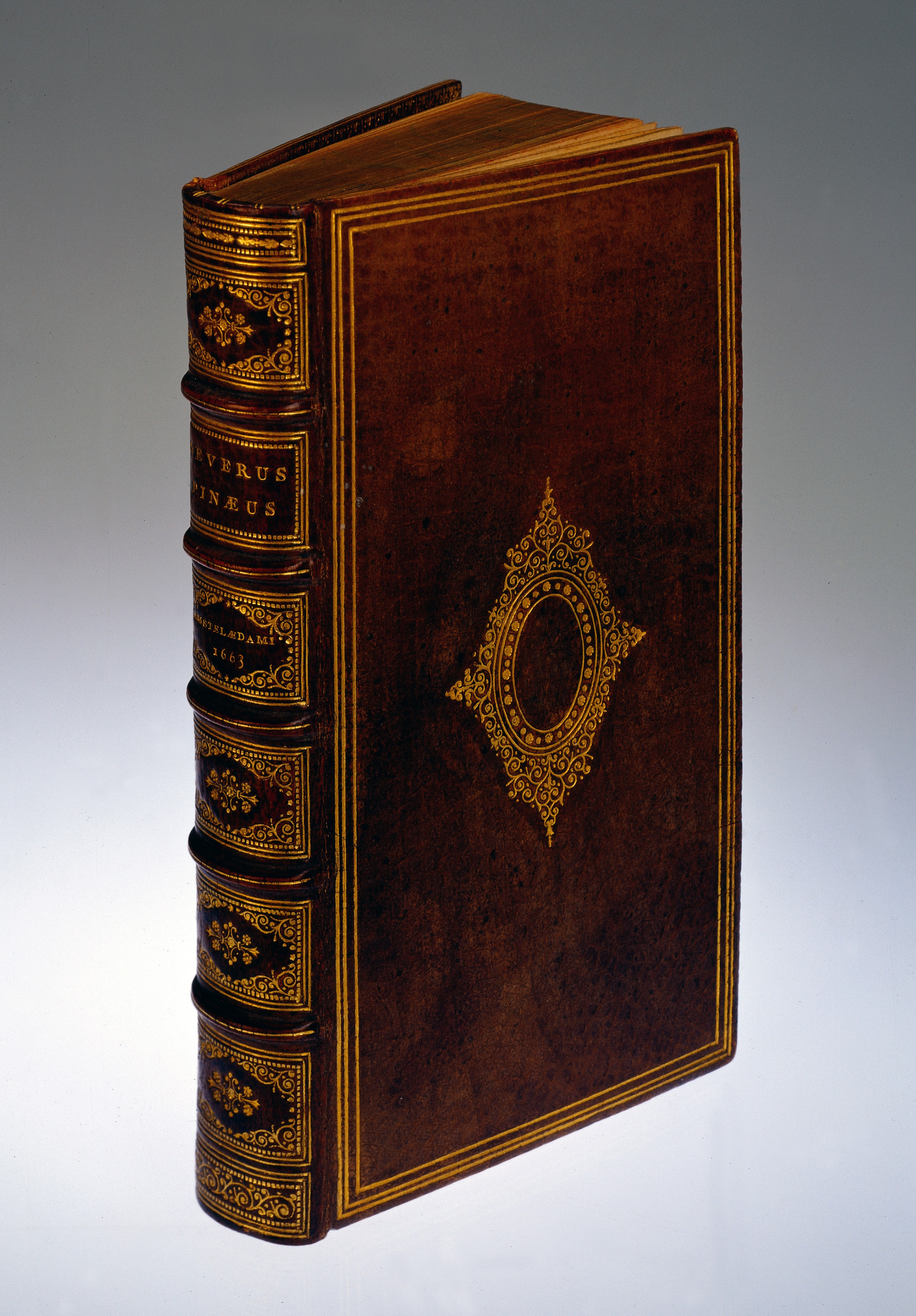